# Johannes Hucke
Johannes Hucke (* 19. August 1966), geboren in Offenbach, aufgewachsen in Frankfurt am Main, ist ein deutscher Autor und Gemeinwesenarbeiter. Seine rund 30 Buchpublikationen umfassen Romane, Kulinaria, Weinliteratur, Lyrik und Biografien sowie 40 Theaterstücke. Er schreibt für verschiedene Zeitungen und Zeitschriften.

## Tätigkeitsfelder
Hucke ist Autor zahlreicher journalistischer Beiträge in den Bereichen Feuilleton, Reise, Gastronomie und Wein. Seit 2010 unterhält er eine Kolumne in der Rhein-Neckar-Zeitung, von 2011 bis 2016 ebenso im Mannheimer Stadtmagazin Meier. U. a. schreibt er regelmäßig Artikel in der Zeitschrift LebensArt.
Unter seinen 40 Theaterstücken ist die Kellersequenz, ensuite gespielt seit 2008, am erfolgreichsten. Hucke schrieb Libretti für drei Musicals mit der Musik von Uwe Frey: In Arcadia (2003), Traurig sind wir übermorgen (2005) und Lost Paradise Stories (2009), zudem über 70 Songtexte und Chansons. 2005 gründete Johannes Hucke das KarlsruherKinderTheater (KKT), wo eigene Stücke einstudiert und aufgeführt wurden: Die kleine Glocke Carola (2005), Die drei Prinzessinnen (2007) und Pommes! Aus dem Theaterprojekt gingen Lyrik- und Theaterworkshops für Kinder hervor. In Kooperation mit dem Kulturamt der Stadt Karlsruhe wirkte Hucke zehn Jahre lang an Karlsruher Schulen im Rahmen der Kinderliteraturtage. Eines der Hauptergebnisse ist die vielbesprochene Kinder-Lyrik-Anthologie Wo ich hingeh, geh ich hin von 2012.
2004 bis 2011 arbeitete Johannes Hucke für die Yehudi Menuhin Stiftung Deutschland. Seit 1997 ist er als Sozialpädagoge und Gemeinwesenarbeiter für die Ökumenische Fördergemeinschaft Ludwigshafen vorwiegend in Obdachgebieten tätig; der Schwerpunkt liegt auf Konzeptionierung, Projektentwicklung und Vor-Ort-Praxis. Außerdem ist Hucke Gastdozent an den Hochschulen Ludwigshafen und Mannheim sowie als Mitinitiator im Aktionsbündnis Wohnen Ludwigshafen engagiert.
Mit über 400 Lesungen seit 2007, vornehmlich im Raum Frankfurt-Karlsruhe, trägt Hucke zum kulturellen Leben bei. Gemeinsame Auftritte mit mehreren Musikergruppen, vor allem mit Uwe Freys Band Lost Paradise, finden in Theatern, Kulturzentren, gastronomischen Einrichtungen und auf Weingütern statt. Als Drehbuchautor und Mitglied der MannheimerFIlmAutoren kooperierte Hucke mit NDR (Großstadtrevier, K 3), HR und SWR. In der Reihe Fahr mal hin! (2007) moderierte er die Folge Unentdecktes Weinland Kraichgau.

## Werke
- Weinlesebücher:
  - Kraichgauer Weinlesebuch (= Regio-Guide. 4) (2007), 2., durchges., aktualisierte und erg. Aufl. 2008
  - Bergstraße-Weinlesebuch (= Regio-Guide. 6) (2009)
  - Südpfalz Weinlesebuch (= Regio-Guide. 10) (2009)
  - Churfranken Weinlesebuch (= Regio-Guide. 13) (2014)
  - Kraichgau-Stromberg Weinlesebuch (2016)

Die Fotografien zu sämtlichen Weinlesebüchern stammen von Gert Steinheimer.
- Kriminalromane:
  - Rotstich (2010)
  - Die Brettener Methode (2011)
  - Frühlingsfahrt (2011)
  - Aqua Asini (2012)
  - Himmelberg (2012)
  - Jagdstern (2013)
  - Die kleinen Hunde (2015)
  - Mett – Der Pfälzer Schorle-Krimi (2020)
  - Außerdem: KSC-Romane Strafraum und Totland (2009/10, gemeinsam mit Holger Nicklas)
- Kulinaria:
  - Trink aus, wir bleiben! (2018)
  - Iss auf, der Koch kommt! (2020)
- Romane:
  - Frankfurter Stückchen (2010)
  - Neckarstadt Western (2010)
- Unternehmensbiographie: Das Beste aber ist das Wasser (2010)
- Lyrik:
  - Libellen greifen selten zu Labello (2010)
  - Wo ich hingeh, geh ich hin (Lyrik von Kindern, 2011)
  - Der Schatten wird länger (zusammen mit Uwe Frey, 2018)
- Mitarbeit an mehreren Sammelbänden.

Diese Buchveröffentlichungen sind sämtlich im Info Verlag / Lindemanns Bibliothek Karlsruhe erschienen.
- Kinderbuch: Mäusejagd im Schlosshotel (2009, Nord Süd Verlag Zürich)
  - Das Archiv (2020)

## Auszeichnungen
Johannes Hucke wurde 1987, 1989 und 1991 vom Hessischen Staatsministerium für Wissenschaft und Kunst für Lyrik und Kurzprosa ausgezeichnet. 1993 war er mit Experimentallyrik vertreten bei den Open Mikes Berlin.